# Phạm Bân
Phạm Bân (5 tháng 1 năm 1930 – 24 tháng 7 năm 1995) là một sĩ quan cấp cao trong Quân đội nhân dân Việt Nam, hàm Thiếu tướng. Nguyên Phó Đoàn chuyên gia Quân sự Việt Nam tại Cuba, nguyên Phó Tư lệnh Mặt trận 579, nguyên Chỉ huy trưởng Bộ chỉ huy Quân sự Quảng Nam – Đà Nẵng. Ông đã được Nhà nước Việt Nam truy tặng danh hiệu Anh hùng lực lượng vũ trang nhân dân.

## Cuộc đời
Phạm Bân sinh ngày 5 tháng 1 năm 1930 tại xã Điện Nam, huyện Điện Bàn, tỉnh Quảng Nam. Cách mạng tháng Tám thành công, ông cùng nhiều thanh niên trong xã hăng hái tham gia cách mạng và nhập ngũ năm 1946. Năm 1948, ông được kết nạp vào Đảng Cộng sản Đông Dương.
Tháng 6 năm 1947, ông chuyển sang công tác tại quân báo biệt động, là tiểu đội trưởng của Huyện đội Điện Bàn. Năm 1948, ông phụ trách đội thoát ly của các xã của huyện Điện Bàn. Năm 1949, ông theo học đào tạo do Tỉnh đội Quảng Nam mở. Trong giai đoạn từ năm 1950–1953, ông chuyển về công tác tại Tỉnh đội Quảng Nam và về Huyện đội Điện Bàn kiêm xã đội trưởng xã Điện Nam. Sau khi hiệp định Giơnevơ được kí kết, ông tập kết ra Bắc và được giao giữ các cương vị đại đội trưởng, tiểu đoàn trưởng công binh của Sư đoàn 324, đi học văn hóa và ngoại ngữ ở Trường Văn hoá quân đội, được quân đội cử đi học tại Học viện Tăng – Thiết giáp Quân giải phóng nhân dân Trung Quốc.
Cuối năm 1964, Phạm Bân trở về nước và về công tác tại Binh chủng Tăng – Thiết giáp, ông giữ các chức vụ: tiểu đoàn trưởng, trợ lý chiến thuật Phòng Tham mưu Bộ Tư lệnh Tăng – Thiết giáp. Năm 1968, ông được cử vào chiến trường Khu 5, lần lượt được giao các nhiệm vụ: Trung đoàn trưởng Trung đoàn 31 Sư đoàn 2 (1969–1972), Tham mưu phó Sư đoàn 711, phụ trách Tham mưu trưởng Mặt trận Tiên Phước (1972–1973), Trung đoàn trưởng Trung đoàn 574 Tăng – Thiết giáp, Trưởng phòng Tăng – Thiết giáp Quân khu 5. Tham gia các chiến dịch Nông Sơn, Tam Kỳ, Tiên Phước, giải phóng Đà Nẵng.
Sau ngày giải phóng miền Nam, Phạm Bân tham gia Ban Tổng kết chiến tranh Quân khu 5. Sau đó sang Campuchia (1978–1979) làm Sư đoàn trưởng Sư đoàn 307 – sư đoàn chủ công của Mặt trận 579 Quân khu 5, bảo vệ biên giới Tây Nam và giúp nhà nước Campuchia giải phóng các tỉnh ở vùng Đông Bắc. Từ năm 1980–1986, ông trở thành Chỉ huy trưởng Bộ Chỉ huy quân sự Quảng Nam – Đà Nẵng. Cuối năm 1986, ông sang Campuchia lần thứ 2, làm Phó Tư lệnh Mặt trận 579 Quân khu 5 – Trưởng đoàn chuyên gia quân sự khu vực 1 Campuchia. Từ năm 1990–1993, ông làm Phó đoàn trưởng Đoàn chuyên gia quân sự Việt Nam ở Tập đoàn quân miền Đông Cộng hòa Cuba.
Sau 5 lần bị thương trong các cuộc chiến tranh, sức khỏe của ông suy yếu dần vào năm 1994. Ông qua đời vào ngày 24 tháng 7 năm 1995 sau một cơn bạo bệnh, tại Bệnh viện Quân y C17, thành phố Đà Nẵng, hưởng thọ 65 tuổi. Đến tháng 10 năm 2014, Chủ tịch Nước Trương Tấn Sang đã ký Quyết định truy tặng cho ông danh hiệu Anh hùng lực lượng vũ trang nhân dân.

## Khen thưởng
- Anh hùng Lực lượng vũ trang nhân dân (2015).
- Huân chương Quân công hạng Nhì.
- Huân chương Quân công hạng Ba.
- 2 Huân chương Chiến công giải phóng hạng Nhất.
- 2 Huân chương Chiến công giải phóng hạng Nhì.
- Huân chương Chiến thắng hạng Ba.
- Huân chương Kháng chiến hạng Nhất.
- Huân chương Chiến sĩ giải phóng hạng Nhất.
- Huân chương Chiến sĩ giải phóng hạng Nhì.
- Huân chương Chiến sĩ giải phóng hạng Ba.
- Huân chương Chiến sĩ vẻ vang hạng Nhất, Nhì, Ba.
- Huy chương Quân kỳ quyết thắng.
- Huân chương Bảo vệ Tổ quốc (Nhà nước Campuchia).
- Huy hiệu 40 năm tuổi Đảng.